# Julie Gregory
Julie Gregory, född 16 maj 1969 i Columbus, Ohio är författare till boken Mamma sa att jag var sjuk. Boken är en självbiografi om hur hon växte upp med sin mamma som hade Münchhausen by proxy och hur det påverkade hennes uppväxt.